# Echinohelea jamaicensis
Echinohelea jamaicensis är en tvåvingeart som beskrevs av Wirth 1994. Echinohelea jamaicensis ingår i släktet Echinohelea och familjen svidknott.
Artens utbredningsområde är Jamaica. Inga underarter finns listade i Catalogue of Life.